# Желудочно-кишечные кровотечения
Желудочно-кишечными кровотечениями (ЖКК, кровотечения желудочно-кишечного тракта, кровотечения ЖКТ, синдром желудочно-кишечного кровотечения) называют те кровотечения, которые происходят в просвете желудочно-кишечного тракта (ЖКТ). Это важно помнить для того, чтобы не путать их с кровотечениями, источником которых являются органы ЖКТ, но кровоизлияния происходят в брюшную полость. Такие кровотечения будут называться полостными, например, при тупой травме живота, разрыве кишечника, проникающих ранениях в брюшную полость.

## Желудочно-кишечные кровотечения

### Причины
Синдром желудочно-кишечных кровотечений разной  тяжести возникает как осложнение различных заболеваний, которых насчитывают более двухсот (Вrасу W., Peterson W.L., 1997; Aabakken S., 2001; Karanicolas P.J. et oth., 2008; Neu  B. et  al.  2005). Для него характерно наличие крови в пищеварительном тракте, которая поступает из поврежденных сосудов, обеспечивающих приток и отток крови из органов пищеварения. Он проявляется нахождением в большем или меньшем количестве крови и продуктов её распада в кале, а у части больных возникновением кровавой рвоты.
Синдром желудочно-кишечного кровотечения может послужить причиной летального исхода. Все кровотечения разделяются в первую очередь на кровотечения из верхних, нижних отделов желудочно-кишечного тракта (ЖКТ) и кровотечения невыясненной этиологии. Наиболее часто данный синдром осложняет заболевания верхнего отдела ЖКТ (выше связки Трейтца).

### История
История изучения желудочно-кишечных кровотечений чрезвычайно сложна, поскольку данный синдром является проявлением широкого перечня заболеваний. На текущий момент описаны кровотечения при дивертикуле Меккеля, полипозе, сыпном и брюшном тифе, холере, инвагинации и ряде других болезней различной этиологии и природы.
К первым случаям описания кровотечения ЖКТ следует отнести  два аутопсийных случая желудочно-кишечных кровотечений из поверхностных и мелких язв желудка описанные T.Gallard в 1884 г. Спустя 14 лет Dieulafoy(Делафуа) в 1897-1898 гг. повторно описал эту патологию и верифицировал её как самостоятельное заболевание получившее название язвы Делафуа.
Также стоит упомянуть и о работах Carman, Fineman, (1924) и Hedbloom (1925) в которых впервые были описаны кровотечения и анемия в качестве одного из осложнений грыж пищеводного отверстия диафрагмы являются.
1929 г. Mallory и Weiss описали разрывы слизистой кардиоэзофагальной зоны, получившие впоследствии название синдрома Маллори—Вейсса.
В 30-е годы 20 века целый ряд работ был посвящён вопросам развития острых желудочно-кишечных кровотечений в качестве осложнений злокачественных и доброкачественных опухолей органов пищеварения. В частности,  А. А. Дикштейн (1939) на основании секционных данных установил, что рак желудка, осложненный профузным кровотечением, от 4,6 до 15,9% случаев является причиной смерти среди всех летальных исходов от острых желудочно-кишечных кровотечений.
В дальнейшем каждое десятилетие 20 и 21 веков научное сообщество получало новые данные о причинах кровотечений ЖКТ и происходило последовательное расширение перечня заболеваний, которые могут сопровождаться данным осложнением.
Таким образом, очевидно, что фактически история изучения желудочно-кишечных кровотечений пишется по настоящий день.

## Классификация и виды кровотечения ЖКТ
Выделяют кровотечения из верхнего отдела желудочно-кишечного тракта (пищевод, желудок, 12-перстная  кишка) и нижнего отдела (тонкий и толстый кишечник, прямая кишка), которые обычно проявляются различными признаками и таким образом в определенной степени способствуют  установлению  причин кровотечения и проведению  соответствующих лечебных мероприятий.
Разграничение между ними проходит на уровне связки Трейца. Некоторые авторы (Р.Р. МсNaLly, 1998; B.S.Lewis, 1995; May A. et al. 2005; Karanicolas P.J. et al.  2008), из кровотечений нижнего отдела  ЖКТ выделяют в отдельную группу кровотечения из тонкой кишки в связи с особенностями их проявлений и диагностики. В таких случаях источник кровотечения находится в кишечной трубке между связкой Трейца и илиоцекальным клапаном.

### Кровотечения из верхних отделов ЖКТ
Основные причины кровотечений из верхних отделов желудочно-кишечного тракта представлены в таблице 1.
| Причина кровотечения (диагноз) | Процент   |
| Дуоденальная язва | 22,3      |
| Эрозивный дуоденит | 5,0       |
| Эзофагит | 5,3       |
| Гастрит, в том числе геморрагический и эрозивный | 20,4      |
| Желудочная язва | 21,3      |
| Варикозное расширение вен (пищевода и желудка) при портальной гипертензии | 10,3      |
| Синдром Мэллори-Вейса | 5,2       |
| Злокачественные опухоли пищевода и желудка | 2,9       |
| Редкие причины, в том числе: · мальформация сосудов (телеангиэктазии и проч.); · Меккелев дивертикул (чаще в возрасте до 25 лет); · опухоли ДПК и поджелудочной железы; · болезнь Крона; · нарушение коагуляционного гемостаза (ДВС-синдром), в том числе лекарственного генеза; · язва полости рта; · эзофагеальная язва. | Всего 7,3 |

### Кровотечения из нижних отделов ЖКТ
Наиболее частыми причинами кровотечений из нижнего отдела ЖКТ по А. А. Шептулину (2000) являются:
•	ангиодисплазии тонкой и толстой кишки;
•	дивертикулез кишечника (в том числе Меккелев дивертикул);
•	опухоли и полипы толстой кишки;
•	опухоли тонкой кишки;
•	хронические воспалительные заболевания кишечника;
•	инфекционные колиты;
•	туберкулез кишечника;
•	геморрой и анальные трещины;
•	инородные тела и травмы кишечника;
•	аортокишечные свищи;
•	гельминтозы.

## Признаки желудочно-кишечных кровотечений
Симптоматика кровотечений неоднородна. Развернутые симптомы желудочных кровотечений у пациентов включают  кровавую рвоту и стул угольно-чёрного цвета (мелену). Им предшествует период, характерный для всех типов кровотечений – синдром нарастающей слабости. У пациента с кровотечением наблюдается побледнение склер и кожных покровов. Человека кидает в холодный пот. При массивной кровопотере фиксируется умеренно острое малокровие, обморочное состояние, коллапс и шок.
Но наличие кровавой рвоты и подобного дегтю стула не относится к первоначальным признакам. Чёрный стул способен сформироваться как через несколько часов, так и на вторые сутки после открывшегося кровотечения. Алая кровь при рвоте, равно, как дегтеобразный стул, скорее говорят о локализации кровотечения в верхней части пищеварительного тракта.
Проблема в том, что для появления этих классических признаков требуется достаточно серьёзная потеря крови. Так, рвота с кровью обычно отмечается при кровопотере более 500 мл и всегда сопровождается меленой. При этом у врача сразу появляется возможность дифференциальной диагностики причины кровотечения, поскольку при кровотечении из артерии пищевода в рвоте присутствует неизмененная кровь, при кровотечении из варикозных вен пищевода кровь в рвоте темно-вишневого цвета, а при кровотечении из желудка рвотные масса приобретают характерный бурый цвет (цвет «кофейной гущи»). Впрочем, в последнем случае рвота кофейной гущи может одновременно содержать и неизменённую кровь, что указывает на низкий уровень кислотности в желудке больного. Бурый цвет кровь приобретает при взаимодействии гемоглобина с соляной кислотой, поэтому при массивном кровотечении на фоне низкой кислотности кровь не успевает полностью окислиться и рвота имеет смешанный характер.
В свою очередь мелена (обильный жидкий дегтеобразный стул) может как дополнять рвоту кровью, так и являться самостоятельным симптомом желудочно-кишечного кровотечения. Независимо от рвоты мелена возникает при кровотечениях из двенадцатиперстной кишки или при медленном развитии желудочного кровотечения. В любом случае мелена указывает на то, что кровотечение у больного идет уже в течение нескольких часов (как правило – более 8) при этом объем кровопотери должен также составлять не менее 500 мл. При меньшей кровопотере будет происходить потемнение стула, однако он останется оформленным. Такая же картина будет наблюдаться и при замедлении пассажа кишечного содержимого.
При осмотре больные с кровотечениями ЖКТ могут быть как беспокойными, так и заторможенными, у них может отмечаться снижение артериального давление с одновременным развитием тахи- или брадикардии, слабость, бледность кожных покровов и слизистых оболочек.
При подозрении на желудочно-кишечное кровотечение целесообразно назначить пациенту общий анализ крови с определением уровня гемоглобина и других основных клеток крови, а также подсчетом лейкоцитарной формулы и определением СОЭ. Изначально состав крови при кровотечении может практически не меняться, однако со временем будет постепенно проявляться умеренный лейкоцитоз, который может дополняться небольшим повышением количества тромбоцитов и показателей СОЭ. Далее (чаще всего на второй день) происходит снижение количества гемоглобина и эритроцитов, которое будет определяться в крови даже если кровотечение остановилось.
Дополнительным источником данных может стать коагулограмма, поскольку после острых профузных кровотечений активность свёртываемости крови значительно возрастает.
В биохимическом анализе на кровотечение может указать рост мочевины на фоне нормальных показателей креатинина.
Хорошим подспорьем может стать направление больного на тест на скрытую кровь.
На текущий момент такая диагностическая процедура не слишком часто применяется российским врачами, хотя при всей её простоте она является важным элементом своевременной диагностики желудочно-кишечных кровотечений. В частности, согласно рекомендациям Всемирной организации здравоохранения (ВОЗ) все мужчины и женщины в возрасте от 50  до 74 лет должен ежегодно хотя бы один раз проходить этот анализ.
Оптимально использование иммунохимического теста на скрытую кровь, поскольку в отличие от гваяколового теста, при иммунохимическом тесте значительно уменьшается вероятность ложных результатов, а также упрощается сама процедура сбора материала для проведения анализов.
Для выявления источника желудочно-кишечных кровотечений в первую очередь, как правило, назначается эндоскопическое обследование, при котором исследуются пищевод, желудок и двенадцатиперстная кишка. Зачастую именно эндоскопия слизистой подтверждает диагноз и указывает локализацию очага кровотечения.
Для диагностирования желудочно-кишечного кровотечения хронической формы проводят контрастную рентгенографию. Исследование дает картину состояния стенок пищеварительного тракта с выявлением возможных язв, грыж и прочих патологических состояний.
При сосудистых нарушениях в порядок обследования подключают ангиографию. Для более полноценной клинической картины в случаях возможных осложнений проводят радиоизотопное сканирование и магнитно-резонансную томографию, если лечебное учреждение располагает аппаратурой данного класса.

## Первая помощь при кровотечениях ЖКТ
Основа доврачебной помощи – лед, покой и вызов скорой помощи. Пока «скорая» в пути, создать вокруг пациента атмосферу покоя. Быстро уложить человека горизонтально и приподнять его ноги. Желательно положить лед на живот. Бесконтрольный прием препаратов чреват последствиями, тем более при желудочно-кишечных кровотечениях. Но в экстренных случаях, когда симптоматика принимает ярко выраженный характер, внутримышечно вводят глюконат кальция 10% и два кубика викасола.
В аптечке у потенциального больного должны находиться препараты:
•	ледяная аминокапроновая кислота;
•	кальций хлор 10% в ампулах;
•	шприцы на 5 и 10 кубиков;
•	таблетки Дицинона;
•	викасол 5% в инъекциях.
Таблетированные препараты принимаются в крайних случаях. Таблетку лучше измельчить, а вместо воды «запить» порошок кусочками льда. Пить воду при желудочно-кишечных кровотечениях категорически воспрещается!.

## ЖКТ кровотечения у разных групп пациентов
Следует отдельно выделить кровотечения у детей и у лиц пожилого возраста

### Желудочно-кишечные кровотечения у детей
Основной особенностью желудочно-кишечных кровотечений у детей является этиология синдрома кровотечений ЖКТ в детском возрасте. В отличие от взрослых пациентов, у которых основной причиной такого рода кровотечений являются язвенные процессы, у пациентов детского возраста данный синдром как правило обусловлен патологией в развитии органов и систем детского организма.
К основным причинам ЖКТ-кровотечений у детей относится:
- Геморрагическая болезнь новорожденного
- Эзофагит и рефлюкс-эзофагит у новорожденных и грудных детей
- Гастрит и язвенная болезнь желудка и двенадцатиперстной кишки
- Удвоение желудка
- Незавершенный поворот кишечника с непроходимостью.
- Язвенно-некротический энтероколит новорожденных.
- Удвоение тонкой кишки.
- Синдром Маллори-Вейсса
- Грыжи пищеводного отверстия диафрагмы
- Полипы кишечника, в частности ювенильные (гамартомные) полипы
- Дивертикул Меккеля
- Болезнь Дьелафуа

У детей старше 3 лет наиболее вероятной причиной желудочно-кишечного кровотечения из верхних отделов ЖКТ служат варикозные вены пищевода. У 85% детей кровотечение из вен пищевода возникает в возрасте 5-10 лет, служит одним из частых клинических проявлений синдрома портальной гипертензии.

### Желудочно-кишечные кровотечения у лиц пожилого возраста
Пожилой возраст пациента является одним из главных факторов риска развития кровотечений ЖКТ, а также увеличивает вероятность наступление смертельного исхода при остром массивном желудочно-кишечном кровотечении.
Также к специфике кровотечений из желудочно-кишечного тракта в пожилом возрасте следует отнести существенное увеличение доли дивертикулеза толстой кишки в перечне основных причин кровотечения. Частота этой патологии увеличивается с возрастом; после 70 лет дивертикулы обнаруживают при колоноскопии у каждого 10-го пациента. Образованию дивертикулов способствуют малоподвижный образ жизни, нарушения функции толстой кишки (склонность к запорам), дисбактериоз кишечника, Кровотечения, нередко массивные, осложняют течение дивертикулеза в 10-30% случаев. Считается, что дивертикулы чаще локализуются в нисходящей и сигмовидной кишке, однако они встречаются и в поперечной ободочной кишке, и в правой половине толстой кишки. Кровотечению при дивертикулезе могут предшествовать боли в животе, но часто оно начинается внезапно и болями не сопровождается. Истечение крови может остановиться самостоятельно и рецидивировать спустя несколько часов или суток. Почти в половине случаев кровотечение бывает однократным

## Осложнения и последствия ЖКТ кровотечений
Желудочно-кишечное кровотечение может стать причиной тяжелых осложнений таких как:
- геморрагический шок (тяжелое состояние, связанное с массивной кровопотерей);
- анемия (малокровие);
- острая почечная недостаточность (тяжелое нарушение функции почек);
- полиорганная недостаточность (тяжелая неспецифическая стресс-реакция организма, развивающаяся как конечная стадия большинства острых заболеваний и травм).

При несвоевременном обращении за медицинской помощью кровотечения ЖКТ могут стать причиной не только тяжелых осложнений, но и смерти больного.

## Лечение
После подтверждения факта желудочно-кишечного кровотечения и установления его источника, начинается лечение, которое может носить как консервативный характер, так и требовать оперативного хирургического вмешательства. Наибольшая часть кровотечений устраняется эндоскопически. Оперативное лечение, как правило, носит плановый характер, после прохождения курса консервативной терапии, однако при жизнеугрожающих состояниях могут возникнуть показания для экстренного хирургического вмешательства. В целом тактика ведения больного с кровотечениями ЖКТ зависит от основного заболевания, осложнением которого явилось кровотечение.
Общие принципы лечения больных с желудочно-кишечными кровотечениями определяются степенью тяжести его состояния.
При низкой степени тяжести:
- больному рекомендуют принимать только измельченную пищу, не травмирующую слизистую;
- назначаются уколы викасола;
- выписываются кальцийсодержащие препараты и витамины.

При состоянии средней тяжести:
- проводится лечебная эндоскопия, при которой химически или механически воздействуют на кровоточащий участок;
- в некоторых случаях проводят переливание крови.

При высокой тяжести состояния:
- проводятся срочные реанимационные мероприятия и хирургическое вмешательство;
- рекомендуется реабилитация в стационаре.

### Профилактика кровотечений ЖКТ
Учитывая, что кровотечения ЖКТ являются синдромом на фоне различного рода заболеваний, основой профилактики желудочно-кишечных кровотечений являются регулярные осмотры врачами-специалистами, а также своевременное и адекватное лечение уже выявленной патологии. Лицам пожилого возраста можно рекомендовать ежегодно сдавать анализ на скрытую кровь.

### Диета при ЖКТ кровотечениях
Диета при ЖКТ кровотечениях должна определяться основным заболеванием. К примеру, при заболеваниях желудочно-кишечного тракта может назначаться диета № 1 (при язвенной болезни желудка или двенадцатиперстной кишки в стадии затихания обострения при рубцевании язвы, а также в период ремиссии), диета № 1а (при обострении язвенной болезни в течение первых 8-10 дней лечения при кровотечении), диета № 1б (после диеты № 1 а), диеты № 2, 3, 4, 5, 5п. Своя специфика диетического питания будет наблюдаться и при прочих заболеваниях осложнением которых являются кровотечения ЖКТ. Поэтому подбор конкретной диеты должен производиться лечащим врачом с учётом основного и сопутствующих заболеваний пациента.